# Gustav Roesicke

Gustav Roesicke

Gustav Roesicke (* 15. Juli 1856 in Berlin; † 25. Februar 1924 in Oels) war ein deutscher Agrarpolitiker (DKP, DNVP).

## Leben und Beruf
Gustav Roesicke war der Sohn des Textilkaufmanns Adolf Roesicke (1817–1886), Mitinhaber des bekannten Berliner Leinengeschäfts Goschenhofer & Roesicke, und dessen Ehefrau Pauline Roesicke geb. Goschenhofer. Einer seiner Brüder war der Reichstagsabgeordnete Richard Roesicke (1845–1903).
Nach dem Abitur auf dem Köllnischen Gymnasium in Berlin studierte Roesicke, der evangelischer Konfession war, an der Friedrich-Wilhelms-Universität Berlin, der Georg-August-Universität Göttingen und der Universität Leipzig, zunächst Geschichtswissenschaft und Philosophie, später Rechtswissenschaft. Von 1881 bis 1886 war er als Referendar in Berlin, Halle (Saale) und Naumburg (Saale) tätig, nach dem bestandenen 2. Staatsexamen bis 1889 als Gerichtsassessor erneut in Halle (Saale). Ab 1889 bewirtschaftete er das Rittergut 
Görsdorf bei Dahme/Mark, gesamt 854 ha. 1893 beteiligte er sich an der Gründung des Bundes der Landwirte (BdL) und war bis 1920 dessen Vorsitzender. Nach der Fusion des BdL mit dem Deutschen Landbund zum Reichslandbund 1921 war er bis zu seinem Tod dessen geschäftsführender Präsident. Er war Mitglied der Landwirtschaftskammer für die Provinz Brandenburg und des Bezirkseisenbahnrats Erfurt.

## Partei
Im Kaiserreich war Roesicke Mitglied der Deutschkonservativen Partei (DKP). 1918 beteiligte er sich an der Gründung der Deutschnationalen Volkspartei (DNVP).

## Abgeordneter
Roesicke gehörte viele Jahre dem Preußischen Abgeordnetenhaus an. Von der 1898 bis 1903, von 1907 bis 1912 und nochmals von 1914 bis 1918 war er Mitglied des Reichstages. 1919/1920 gehörte er der Weimarer Nationalversammlung an. Anschließend war er bis zu seinem Tode erneut Mitglied des Reichstages.

## Denkmal
Der Bildhauer Georges Morin schuf 1925 ein Denkmal des Politikers, das im bzw. am Haus des Reichslandbunds in Berlin aufgestellt wurde.